# Налоговая система Люксембурга
Налоговая система Люксембурга — система налогов и сборов, установленных в Великом герцогстве Люксембург, а также совокупность принципов, форм и методов их взимания.

## Налоговое законодательство
Особенностью налогового законодательства Люксембурга является отсутствие единого кодифицированного акта (Налогового кодекса), каждый налог устанавливается отдельным законодательным актом.

## Система налогов и сборов
- Прямые налоги:
  - корпоративный подоходный налог (налог на прибыль организаций — фр. Impôt sur le revenu des collectivités),
  - налог на доходы физических лиц (фр. Impôt sur le revenu des personnes physiques),
  - муниципальный налог, взимаемый правительством от имени коммун,
  - налог на имущество,
  - земельный налог (фр. Impôt foncier — Grundsteuer), взимаемый муниципалитетами самостоятельно;
- Косвенные налоги:
  - НДС (фр. Taxe sur la valeur ajoutée),
  - акцизы на топливо, табак, алкоголь;
- Сборы:
  - годовой регистрационный налог (фр. Taxe d'abonnement),
  - регистрационные и гербовые сборы (фр. Droits d’enregistrement),
  - импортные пошлины.

## Налог на доходы физических лиц
| Доход физических лиц   | Прогрессивная ставка налога                                                          |
| ---------------------- | ------------------------------------------------------------------------------------ |
| От 0 до 11 265 EUR     | 0%                                                                                   |
| от 11265 до 13173 EUR  | 8%                                                                                   |
| от 13173 до 15081 EUR  | 10%                                                                                  |
| от 15081 до 16989 EUR  | 12%                                                                                  |
| от 16989 до 18897 EUR  | 14%                                                                                  |
| от 18897 до 20805 EUR  | 16%                                                                                  |
| от 20805 до 22713 EUR  | 18%                                                                                  |
| от 22713 до 24621 EUR  | 20%                                                                                  |
| от 24621 до 26529 EUR  | 22%                                                                                  |
| от 26529 до 28437 EUR  | 24%                                                                                  |
| от 28437 до 30345 EUR  | 26%                                                                                  |
| от 30345 до 32253 EUR  | 28%                                                                                  |
| от 32253 до 34161 EUR  | 30%                                                                                  |
| от 34161 до 36069 EUR  | 32%                                                                                  |
| от 36069 до 37977 EUR  | 34%                                                                                  |
| от 37977 до 39885 EUR  | 36%                                                                                  |
| от 39885 до 41793 EUR  | 38%                                                                                  |
| от 41793 до 100000 EUR | 39%                                                                                  |
| Более € 100,000        | 40%                                                                                  |
| Налог солидарности     | Налог солидарности составляет 7%; 9% для тех, кто зарабатывает более 150 тысяч евро. |